# Specie di Liparis
Elenco delle specie di Liparis.

## A
- Liparis abyssinica A.Rich., 1850
- Liparis acaulis Schltr.
- Liparis acuminata Hook.f., 1890
- Liparis acutissima Rchb.f., 1878

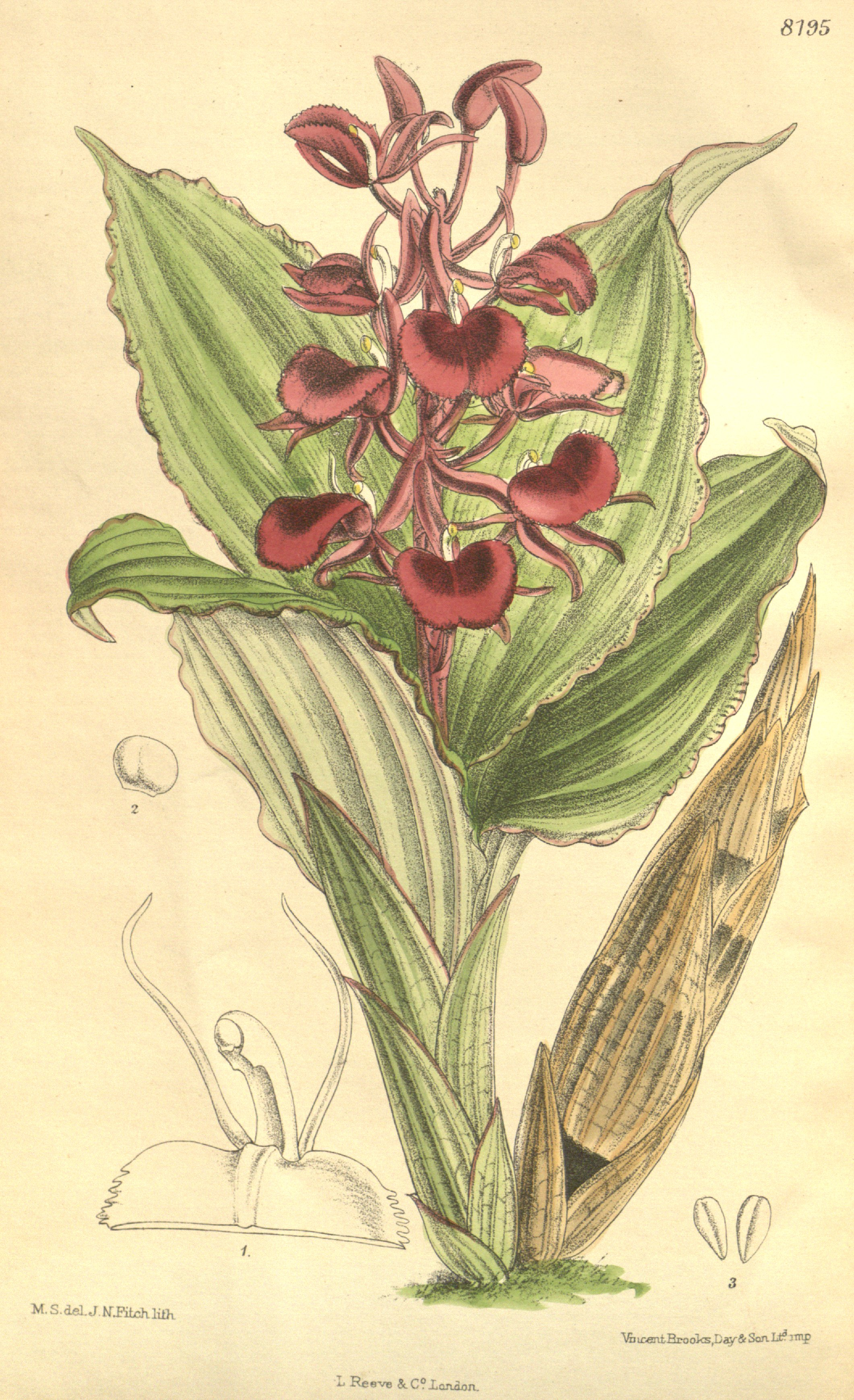
Liparis atrosanguinea

- Liparis affinis (Blume) Lindl., 1830
- Liparis alata A.Rich., 1841
- Liparis altigena Schltr., 1911
- Liparis amabilis Fukuy., 1938
- Liparis ambohimangana Hermans, 2007
- Liparis amboinensis J.J.Sm., 1905
- Liparis amesiana Schltr., 1911
- Liparis anatina Szlach., 1993
- Liparis anceps Schltr., 1922
- Liparis andringitrana Schltr., 1924
- Liparis anemophila Schltr., 1911
- Liparis angustilabris (F.Muell.) Blaxell, 1978
- Liparis angustioblonga P.H.Yang & X.H.Jin
- Liparis anopheles J.J.Wood, 1991
- Liparis anthericoides H.Perrier, 1936
- Liparis aphylla G.A.Romero & Garay, 1999
- Liparis apiculata Schltr., 1911
- Liparis aptenodytes J.J.Sm.
- Liparis arachnites Schltr., 1911
- Liparis araneola Ridl., 1896
- Liparis arnoglossophylla (Rchb.f.) Rchb.f. ex Hemsl., 1884
- Liparis arrigens J.J.Sm., 1935
- Liparis ascendens P.J.Cribb, 1996
- Liparis assamica King & Pantl., 1898
- Liparis atropurpurea Lindl., 1830
- Liparis atrosanguinea Ridl., 1870
- Liparis aurantiorbiculata J.J.Wood & A.L.Lamb
- Liparis auriculata Blume ex Miq., 1866
- Liparis auriculifera J.J.Sm., 1928
- Liparis aurita Ridl. in H.O.Forbes, 1885
- Liparis averyanoviana Szlach., 1993

## B
- Liparis balansae Gagnep.
- Liparis barbata Lindl., 1830
- Liparis bathiei Schltr., 1924

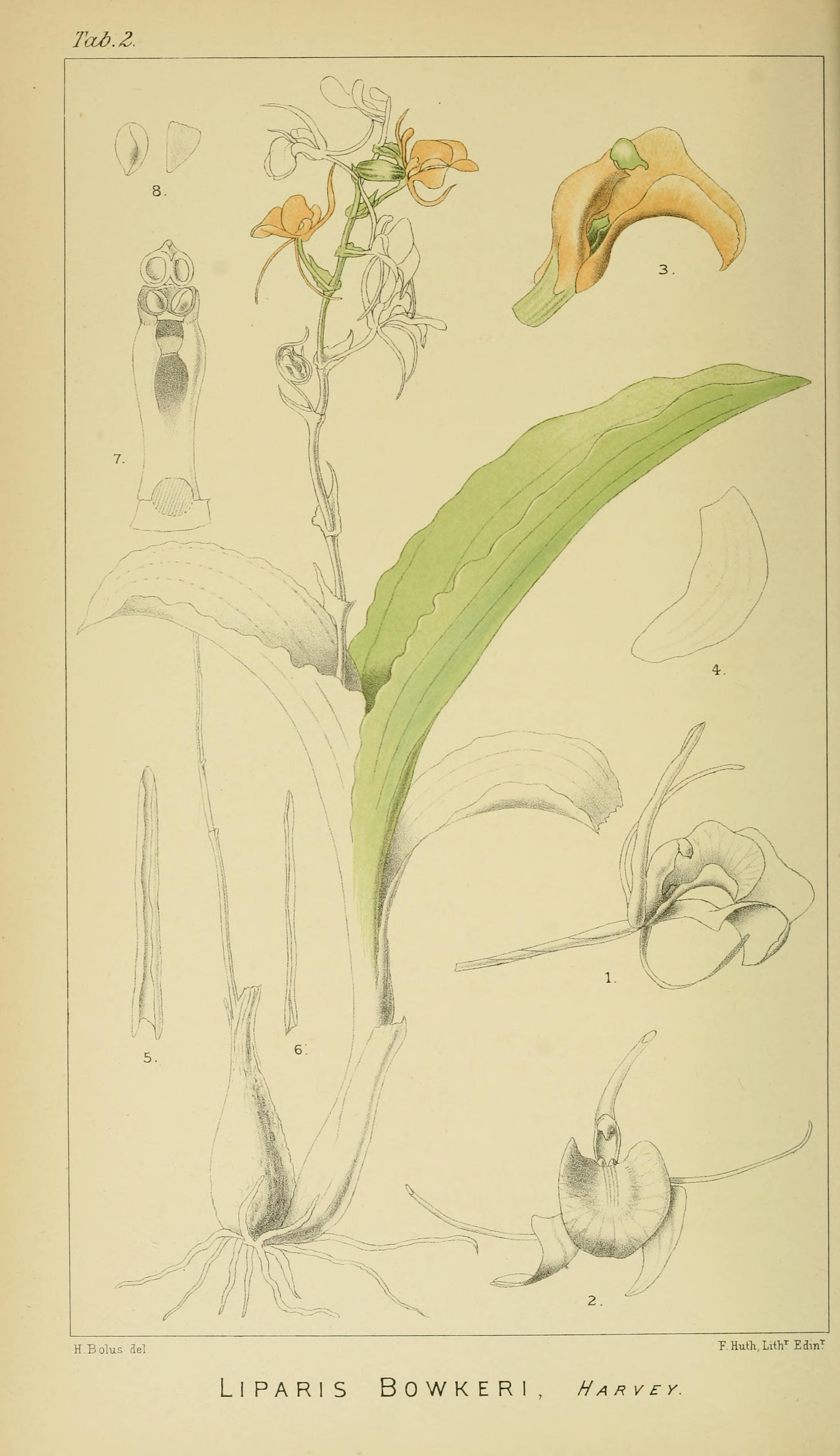
Liparis bowkeri

- Liparis bautingensis Tang & F.T.Wang, 1974
- Liparis beckeri R.J.V.Alves, 1991
- Liparis beccarii Ridl.
- Liparis beddomei Ridl., 1886
- Liparis bernieri Frapp. ex Cordem., 1895
- Liparis bibullata J.J.Sm., 1927
- Liparis bicolor  J.J.Sm.
- Liparis bicuspidata  J.J.Sm.
- Liparis biglobulifera J.J.Sm., 1927
- Liparis biloba Wight, 1851
- Liparis bilobulata J.J.Sm., 1905
- Liparis bistriata C.S.P.Parish & Rchb.f.
- Liparis bleyi J.J.Sm., 1928
- Liparis bontocensis Ames, 1923
- Liparis bootanensis Griff.
- Liparis bowkeri Harv., 1863
- Liparis brachyglottis Rchb.f. ex Trimen, 1885
- Liparis brachystalix Rchb.f., 1876
- Liparis brachystele Ridl.
- Liparis bracteata T.E.Hunt
- Liparis brassii Ormerod, 2008
- Liparis brevicaulis Schltr.
- Liparis brookesii Ridl., 1910
- Liparis brunnea Ormerod, 2007
- Liparis brunneolobata Kerr, 1933
- Liparis brunnescens Schltr., 1911
- Liparis bulbophylloides H.Perrier, 1936

## C
- Liparis caillei Finet, 1909
- Liparis calcarea Schltr., 1911
- Liparis caloglossa Schltr., 1924

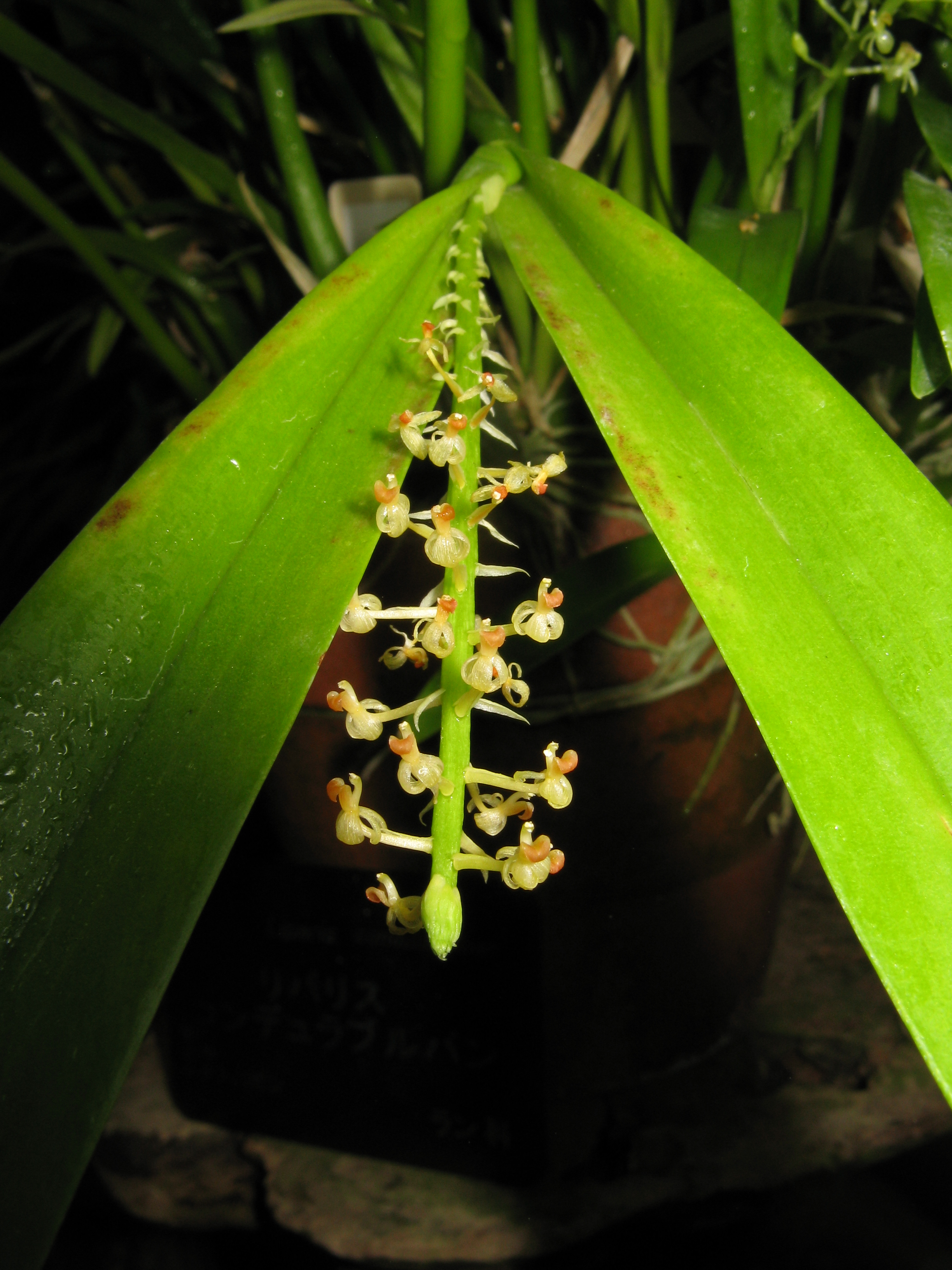
Liparis condylobulbon

- Liparis cameronica P.T.Ong & P.O'Byrne
- Liparis campylostalix Rchb.f., 1876
- Liparis capensis Lindl., 1840
- Liparis cardiophylla Ames, 1908
- Liparis caricifolia Schltr., 1911
- Liparis carinatisepala J.J.Sm., 1928
- Liparis carnicolor Ormerod
- Liparis cathcartii Hook.f., 1889
- Liparis caudata Aver. & K.S.Nguyen
- Liparis caulescens Frapp. ex Cordem., 1895
- Liparis cespitosa (Lam.) Lindl., 1825
- Liparis chalandei Finet
- Liparis chapaensis Gagnep.
- Liparis cheniana X.H.Jin
- Liparis chimanimaniensis G.Will., 1983
- Liparis chlorantha Schltr.
- Liparis chungthangensis Lucksom, 2004
- Liparis cinnabarina J.J.Sm.
- Liparis cladophylax Schltr., 1916
- Liparis clareae Hermans, 2007
- Liparis clavigera Ridl., 1886
- Liparis claytoniana (Marg.) J.M.H.Shaw
- Liparis cleistogama J.J.Sm., 1905
- Liparis clypeolum (G.Forst.) Lindl., 1830
- Liparis coelogynoides (F.Muell.) Benth.
- Liparis cogniauxiana F.Barros & L.R.S.Guim.
- Liparis collinsii B.Gray, 1992
- Liparis condylobulbon Rchb.f., 1862
- Liparis conopea Aver., 1997
- Liparis cordifolia Hook.f., 1889
- Liparis cordiformis C.Schweinf., 1937
- Liparis crassibasis J.J.Sm., 1928
- Liparis crenulata (Blume) Lindl.
- Liparis crispifolia Rchb.f., 1876
- Liparis cyclostele Schltr., 1911
- Liparis cymbidiifolia J.J.Sm., 1908

## D
- Liparis dalessandroi Dodson, 1984
- Liparis dalzellii Hook.f., 1890
- Liparis damingshanensis L.Wu & Y.S.Huang
- Liparis decurrens (Blume) Rchb.f. ex Ridl.
- Liparis deflexa Hook.f., 1890
- Liparis deistelii Schltr., 1906
- Liparis delicatula Hook.f., 1890
- Liparis dendrochiloides Seidenf. ex Aver.
- Liparis densa Schltr., 1924
- Liparis derchiensis S.S.Ying
- Liparis disepala Rchb.f., 1876
- Liparis distans C.B.Clarke
- Liparis dolichobulbos Schltr., 1911
- Liparis dolichostachys Schltr., 1906
- Liparis dongchenii Lucksom, 2000
- Liparis downii Ridl., 1908
- Liparis draculoides E.W.Greenw., 1982
- Liparis dryadum Schltr., 1924
- Liparis dumaguetensis Ames, 1915
- Liparis dunii Rolfe, 1908
- Liparis duthiei Hook.f., 1889

## E
- Liparis ecallosa Ormerod
- Liparis elegans Lindl.
- Liparis elegantula Kraenzl., 1906
- Liparis elliptica Wight
- Liparis elmeri (Ames) Schltr., 1911
- Liparis elongata Fukuy.
- Liparis emarginata Aver., 1997
- Liparis epiphytica Schltr., 1905
- Liparis esquirolii Schltr.
- Liparis exaltata Ridl., 1917
- Liparis exilis J.J.Sm., 1908

## F
- Liparis fantastica Ames & C.Schweinf., 1934
- Liparis fargesii Finet
- Liparis ferruginea Lindl., 1848
- Liparis ficicola Schltr., 1911
- Liparis filiformis Aver., 2005
- Liparis finetiana Schltr., 1911
- Liparis firma J.J.Sm., 1914
- Liparis fissilabris Tang & F.T.Wang, 1974
- Liparis fissipetala Finet, 1908
- Liparis flabellata J.J.Sm.
- Liparis flammula Frapp. ex Cordem., 1895
- Liparis flavescens (Thouars) Lindl., 1825
- Liparis fleckeri Nicholls
- Liparis foetulenta J.J.Sm.
- Liparis formosana Rchb.f.
- Liparis forrestii Rolfe, 1913
- Liparis funingensis Y.Y.Su, Yuan Meng & Z.J.Liu
- Liparis furcata (Hook.f.) Ridl., 1896

## G
- Liparis gamblei Hook.f., 1889
- Liparis gautierensis J.J.Sm., 1912
- Liparis geelvinkensis J.J.Sm., 1913
- Liparis genychila Schltr. in K.M.Schumann & C.A.G.Lauterbach, 1905
- Liparis geophila Schltr., 1911
- Liparis gibbsiae J.J.Sm.
- Liparis gigantea C.L.Tso, 1933
- Liparis gjellerupii J.J.Sm., 1913
- Liparis glaucescens J.J.Sm., 1903
- Liparis glossula Rchb.f., 1876
- Liparis glumacea Schltr., 1911
- Liparis gongshanensis (X.H.Jin) X.H.Jin
- Liparis goodyeroides Schltr., 1906
- Liparis govidjoae Schltr., 1911
- Liparis gracilenta Dandy in A.W.Exell, 1944
- Liparis gracilipes Schltr., 1924
- Liparis graciliscapa Schltr., 1911
- Liparis graminifolia Ormerod, 2008
- Liparis grandiflora Ridl.
- Liparis greenwoodiana Espejo, 1987
- Liparis grossa Rchb.f.
- Liparis guangxiensis C.L.Feng & X.H.Jin
- Liparis guingangae Rchb.f.

## H

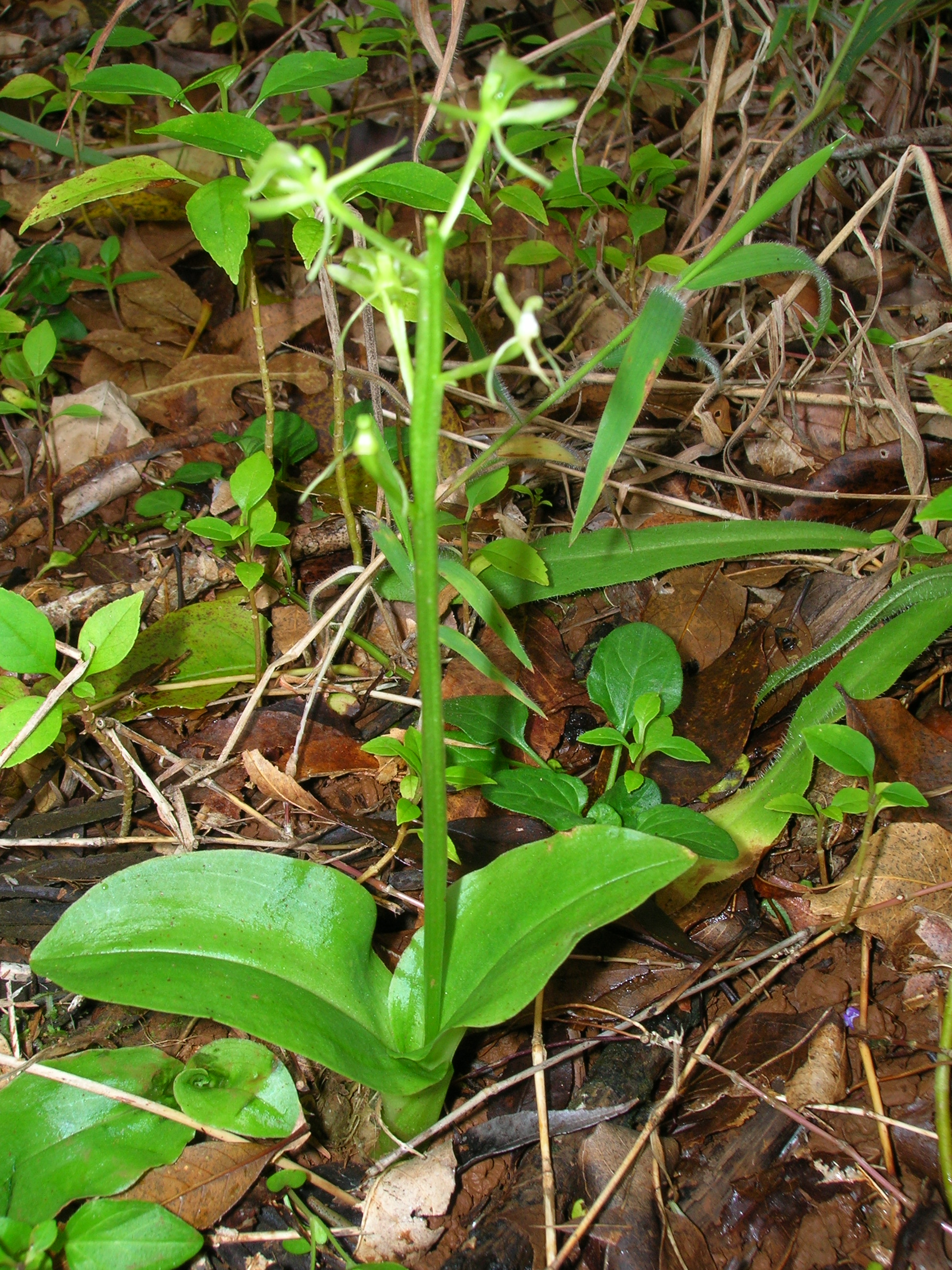
Liparis hawaiensis

- Liparis habenarina (F.Muell.) Benth., 1873
- Liparis hagerupii J.J.Sm., 1945
- Liparis halconensis (Ames) Ames, 1915
- Liparis hallei Szlach.
- Liparis harketii Killmann & Eb.Fisch., 2008
- Liparis hawaiensis H.Mann, 1867
- Liparis heliophila J.J.Sm., 1928
- Liparis hemipilioides Schltr., 1899
- Liparis henrici Schltr., 1924
- Liparis henryi Rolfe, 1896
- Liparis hirtzii Dodson, 1989
- Liparis hirundo Holttum, 1947
- Liparis honbaensis Aver. & Vuong
- Liparis hostifolia (Koidz.) Koidz. ex Nakai, 1928

## I
- Liparis imerinensis Schltr., 1924
- Liparis imperatifolia Schltr., 1911
- Liparis inamoena Schltr., 1911
- Liparis inaperta Finet, 1908
- Liparis insectifera Ridl.
- Liparis inundata (Barb.Rodr.) Cogn.

## J
- Liparis jamaicensis Lindl. ex Griseb, 1866
- Liparis janowskii J.J.Sm., 1913
- Liparis javanica J.J.Sm., 1913
- Liparis × jonesii S.L.Bentley
- Liparis jovispluvii E.C.Parish & Rchb.f., 1874
- Liparis jumelleana Schltr., 1916

## K
- Liparis kamborangensis Ames & C.Schweinf. in O.Ames, 1920
- Liparis kamerunensis Schltr., 1915
- Liparis kemulensis J.J.Sm., 1932
- Liparis kerintjiensis J.J.Sm., 1928
- Liparis kinabaluensis J.J.Wood
- Liparis kiriromensis Tixier, 1968
- Liparis koreojaponica Tsutsumi, T.Yukawa, N.S.Lee, C.S.Lee & M.Kato
- Liparis krameri Franch. & Sav., 1878
- Liparis kumokiri F.Maek.
- Liparis kwangtungensis Schltr.

## L
- Liparis lacerata Ridl.

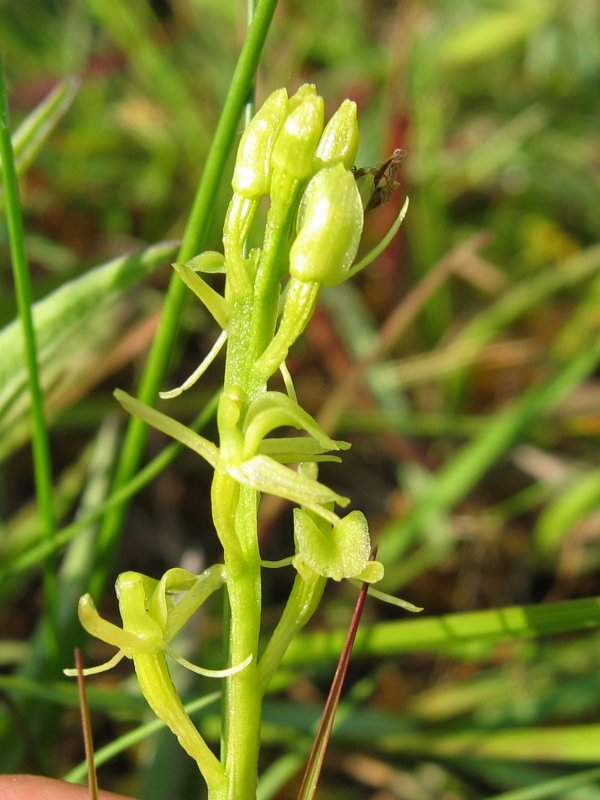
Liparis loeselii

- Liparis lacus J.J.Sm. in L.S.Gibbs, 1917
- Liparis lamproglossa Schltr., 1911
- Liparis langtangensis Raskoti & Ale
- Liparis latialata Mansf., 1935
- Liparis latibasis J.J.Sm.
- Liparis laticuneata C.Schweinf., 1951
- Liparis latifolia Lindl.
- Liparis latilabris Rolfe, 1903
- Liparis laurisilvatica Fukuy.
- Liparis lauterbachii Schltr., 1906
- Liparis laxa Schltr.
- Liparis layardii F.Muell., 1885
- Liparis leptopus Schltr.
- Liparis leratii Schltr., 1911
- Liparis leptopus Schltr., 1911
- Liparis letouzeyana Szlach. & Olszewski, 2001
- Liparis leucophaea Schltr., 1911
- Liparis liangzuensis T.P.Lin & W.M.Lin
- Liparis liliifolia (L.) Rich. ex Lindl., 1825
- Liparis lindeniana (A.Rich. & Galeotti) Hemsl., 1879
- Liparis listeroides Schltr., 1924
- Liparis loeselii (L.) Rich., 1817) - Liparide di Loesel
- Liparis loliacea Ridl., 1916
- Liparis longibracteata Aver.
- Liparis longicaulis Ridl., 1885
- Liparis longipetala Ridl., 1885
- Liparis longispica Aver. & K.S.Nguyen
- Liparis longissima J.J.Sm.
- Liparis lutea Ridl., 1885
- Liparis lycopodioides J.J.Sm., 1931
- Liparis lydiae Lucksom, 1992

## M
- Liparis madrensis Soto Arenas, 2003
- Liparis maingayi (Hook.f.) Ridl., 1896
- Liparis major Schltr., 1905
- Liparis makinoana Schltr., 1919
- Liparis mamillata Aver., 2003
- Liparis mannii Rchb.f.
- Liparis mantidopsis Szlach., 1993
- Liparis maotiensis J.J.Sm., 1928
- Liparis meihuashanensis S.M.Fan
- Liparis mentaweiensis J.J.Sm., 1920
- Liparis merapiensis Schltr.
- Liparis merrillii (Ames) Schltr., 1911
- Liparis microblepharon Schltr.
- Liparis microcharis Schltr., 1924
- Liparis minahassae J.J.Sm., 1903
- Liparis miniata Schltr., 1911
- Liparis misoolensis Ormerod
- Liparis molendinacea G.Will., 1983
- Liparis monoceros T.P.Lin
- Liparis montana (Blume) Lindl., 1830
- Liparis mulindana Schltr., 1915
- Liparis murkelensis J.J.Sm., 1928

## N
- Liparis nakaharae Hayata, 1911
- Liparis nana Rolfe
- Liparis nanlingensis H.Z.Tian & F.W.Xing
- Liparis napoensis L.Li, H.F.Yan & S.J.Li
- Liparis nebuligena Schltr., 1911
- Liparis nectarina Frapp. ex Cordem., 1895
- Liparis negrosiana Ames, 1912
- Liparis nemoralis (Perazza, Decarli, Filippin, Bruna & Regattin) Bartolucci & Galasso
- Liparis nephrocardia Schltr., 1924
- Liparis nervosa (Thunb.) Lindl., 1830
- Liparis neuroglossa Rchb.f., 1881
- Liparis ngoclinhensis Aver.
- Liparis nigra Seidenf.
- Liparis nigrescens Schltr., 1915
- Liparis nonatra Ormerod
- Liparis nugentiae F.M.Bailey
- Liparis nutans (Ames) Ames, 1915
- Liparis nyikana G.Will., 1983

## O
- Liparis ochracea Ridl., 1885
- Liparis ochrantha Schltr., 1911
- Liparis odorata (Willd.) Lindl., 1830
- Liparis olivacea Lindl., 1830
- Liparis oppositifolia Szlach., 1993
- Liparis orbiculata L.O.Williams, 1941
- Liparis ornithorrhynchos Ridl., 1885
- Liparis ovalis Schltr.

## P
- Liparis palawanensis Ames, 1923
- Liparis palawensis Tuyama, 1940
- Liparis pallida (Blume) Lindl.
- Liparis pandaneti J.J.Sm., 1913
- Liparis panduriformis H.Perrier, 1936
- Liparis parva Ridl., 1885
- Liparis parviflora (Blume) Lindl.
- Liparis parvula (Hook.f.) Ridl., 1896
- Liparis pauliana Hand.-Mazz., 1921
- Liparis pedicellaris Schltr., 1911
- Liparis penduliflora Szlach., 1993
- Liparis perpusilla Hook.f., 1889
- Liparis perrieri Schltr., 1913
- Liparis petelotii Gagnep.
- Liparis petiolata (D.Don) P.F.Hunt & Summerh., 1966
- Liparis petraea Aver. & Averyanova, 2006
- Liparis petricola (D.L.Jones & B.Gray) Bostock
- Liparis phalacrocorax N.Hallé
- Liparis philippinensis (Ames) Schltr., 1911
- Liparis phyllocardia Schltr., 1910
- Liparis pilifera J.J.Sm., 1932
- Liparis pingtaoi (G.D.Tang, X.Y.Zhuang & Z.J.Liu) J.M.H.Shaw
- Liparis pingxiangensis L.Li & H.F.Yan
- Liparis plantaginea Lindl.
- Liparis platychila Schltr. in K.M.Schumann & C.A.G.Lauterbach, 1905
- Liparis platyglossa Schltr., 1906
- Liparis platyphylla Ridl., 1886
- Liparis platyrachis Hook.f., 1889
- Liparis popaensis  X.H.Jin, A.T.Mu & L.A.Ye
- Liparis prianganensis J.J.Sm., 1913
- Liparis propinqua Ames
- Liparis pseudodisticha Schltr. in K.M.Schumann & C.A.G.Lauterbach, 1905
- Liparis pterosepala N.S.Lee, C.S.Lee & K.S.Lee
- Liparis puberula Ridl., 1916
- Liparis pullei J.J.Sm.
- Liparis pulverulenta Guillaumin, 1952
- Liparis pumila Aver., 2003
- Liparis puncticulata Ridl., 1886
- Liparis punctilabris Frapp. ex Cordem., 1895
- Liparis purpureoviridis Burkill & Holttum, 1923
- Liparis purpureovittata Tsutsumi, T.Yukawa & M.Kato, 2008
- Liparis pygmaea King & Pantl., 1898

## R
- Liparis ramosa Poepp. & Endl., 1836
- Liparis reckoniana T.C.Hsu
- Liparis rectangularis H.Perrier, 1936
- Liparis reflexa (R.Br.) Lindl.
- Liparis refracta J.J.Sm., 1928
- Liparis regnieri Finet, 1908
- Liparis remota J.Stewart & Schelpe, 1981
- Liparis resupinata Ridl., 1886
- Liparis retusa Fawc. & Rendle
- Liparis rheedei Lindl., 1830
- Liparis rhodochila Rolfe, 1908
- Liparis rhombea J.J.Sm., 1913
- Liparis rivalis Schltr., 1924
- Liparis rivularis Aver., 2007
- Liparis robustior Aver.
- Liparis rockii Ormerod, 2007
- Liparis rosseelii Stévart, 2000
- Liparis rostrata Rchb.f., 1876
- Liparis rubescens Tetsana, H.A.Pedersen & Sridith
- Liparis rubrotincta T.C.Hsu
- Liparis rufina (Ridl.) Rchb.f. ex Rolfe
- Liparis rungweensis Schltr., 1915
- Liparis rupestris Griff., 1851
- Liparis rusbyi Rolfe, 1907

## S
- Liparis salassia (Pers.) Summerh., 1953
- Liparis sambiranoensis Schltr., 1924
- Liparis sanamalabarica P.M.Salim
- Liparis sasakii Hayata
- Liparis saundersiana Rchb.f., 1872
- Liparis scaposa Frapp. ex Cordem., 1895
- Liparis schistochila Schltr., 1906
- Liparis schneideri Ormerod
- Liparis schunkei Ormerod
- Liparis seidenfadeniana Szlach.
- Liparis serpens Garay, 1958
- Liparis serratiloba Ormerod
- Liparis serrulata Schltr.
- Liparis siamensis Rolfe ex Downie, 1925
- Liparis simmondsii F.M.Bailey, 1891
- Liparis somae Hayata, 1914
- Liparis sootenzanensis Fukuy., 1933
- Liparis sparsiflora Aver., 2003
- Liparis spectabilis Schltr.
- Liparis spiralipetala J.J.Sm., 1927
- Liparis stenoglossa E.C.Parish & Rchb.f., 1874
- Liparis stenophylla Schltr., 1924
- Liparis stolzii Schltr., 1915
- Liparis stricklandiana Rchb.f.
- Liparis suborbicularis Summerh., 1934
- Liparis sula N.Hallé, 1977
- Liparis superposita Ormerod, 2007
- Liparis swenssonii F.M.Bailey
- Liparis sympodialis Schltr., 1911

## T
- Liparis tenella J.J.Sm., 1932
- Liparis tenuis Rolfe ex Downie, 1925
- Liparis tigerhillensis A.P.Das & Chanda, 1989
- Liparis togensis J.J.Sm., 1928
- Liparis torricellensis Schltr., 1905
- Liparis torta Hook.f.
- Liparis tortilis P.M.Salim & J.Mathew
- Liparis toxopei J.J.Sm., 1928
- Liparis trachyglossa Schltr., 1911
- Liparis tradescantifolia (Blume) Lindl., 1830
- Liparis tricallosa Rchb.f., 1879
- Liparis trichechus J.J.Sm., 1917
- Liparis trichoglottis (Ames) Schltr., 1911
- Liparis tridens Kraenzl., 1900
- Liparis trifoliata J.J.Wood & Ormerod, 2008
- Liparis tripartita Aver. & Averyanova, 2006
- Liparis triticea Ridl., 1916
- Liparis trullifera Ames & C.Schweinf., 1934
- Liparis trulliformis Schltr., 1924
- Liparis truncata F.Maek. ex T.Hashim., 1987
- Liparis truncatula Schltr., 1911
- Liparis tschangii Schltr., 1924
- Liparis tsii H.Z.Tian & A.Q.Hu
- Liparis tunensis J.J.Sm., 1903

## U
- Liparis udaii S.Misra

## V
- Liparis vargasii Ormerod
- Liparis vasquezii Ormerod
- Liparis verticillata G.A.Romero & Garay, 1999
- Liparis vestita Rchb.f.
- Liparis vexillifera (Lex.) Cogn. in C.F.P.von Martius & auct. suc., eds.), 1895
- Liparis viridiflora (Blume) Lindl.
- Liparis viridipurpurea Griseb., 1866
- Liparis vittata Ridl., 1870
- Liparis vivipara H.X.Huang, Z.J.Liu & M.H.Li
- Liparis volcanica R.González & Zamudio, 1993
- Liparis vulturiceps Hermans & P.J.Cribb

## W
- Liparis wageneri (Rchb.f.) Rchb.f. in W.G.Walpers, 1861
- Liparis walakkadensis M.Kumar & Sequiera, 1999
- Liparis walkerae Graham, 1836
- Liparis warpurii Rolfe, 1908
- Liparis wenshanensis Y.Y.Su, Yi L.Huang & G.Q.Zhang
- Liparis werneri Schltr., 1911
- Liparis wightiana Thwaites, 1861

## X
- Liparis xanthina Ridl., 1886

## Y
- Liparis yamadae (Tuyama) Fosberg & Sachet, 1988
- Liparis yanachagae Ormerod
- Liparis yongnoana N.S.Lee, C.S.Lee & K.S.Lee

## Z
- Liparis zaratananae Schltr., 1924
- Liparis zosterops N.Hallé, 1977